# 클라이언트 사이드 스크립트 언어
클라이언트 사이드 스크립트 언어(영어: client-side script)는 웹에서 사용되는 스크립트 언어 중 클라이언트 사이드에서 실행되는 스크립트 언어를 말한다.
대표적인 클라이언트 사이드 스크립트 언어로 자바스크립트, VB스크립트가 있다.

## 같이 보기
- 서버 사이드 스크립트 언어
- 클라이언트-서버